# 파슈툰왈리
파슈툰왈리(파슈토어: پښتونوالی)는 파슈툰족 토착민들에게 내려오는 비성문(成文)적 인 윤리강령이자 전통 생활 양식이다. 옛날부터 전해 내려온 단순한 법과 통치 체계로 오늘날까지 잘 보존되어 농촌 부족들 사이에서 잘 통용되고 있다. 인도 아대륙 일부에서는 "파탄왈리"(Pathanwali)라고도 한다. 파슈툰왈리의 뜻은 "파슈튠족의 길" 또는 "인생의 강령"으로 해석될 수 있다. 파슈튠왈리는 고대 이슬람 이전 시대까지 거슬러 올라가고 파슈튠족 사이에서 널리 지켜졌으며, 특히 시골 지역 파슈튠족들에게서 더욱 두드러진다. 게다가 해외에 거주하는 파슈툰들 및 파슈튠화가 된 비파슈튠족계 아프간인들과 파키스탄인들도 따른다. 파슈튠족들이 탈레반 정권에 지배를 받는 동안 파슈튠왈리는 탈레반의 이슬람 데오바디즘의 해석과 결합되어 아프가니스탄 이슬람 토후국 도처에서 지켜졌다.

## 주요 원칙
1. 멜마스티아 (환대)[5][9][10]
2. 나나와티 (보호)

1. Nyaw aw Badal (정의와 복수)[5]

1. Turah (용맹)[5]

1. Sabat (성실)

1. Khegaṛa/Shegaṛa (공정)[5]

1. Groh (믿음)[5]

1. Pat, Wyaaṛ aw Meṛaana (존경, 긍지, 용기)[5]

1. Naamus (여성의 보호)[5]

1. Nang (명예)

1. Hewaad (지역)[11]

## 같이 보기
- 파슈툰인